# Хилперих I
Хилперих I (на немски: Chilperich I.; * между 525 и 534; † между 27 септември и 9 октомври 584, Шел, Франска държава) e франкски крал от род Меровинги. Той управлява частичното кралство Неустрия (Соасон) от 561 до смъртта си.

## Живот
Хилперих I е син на крал Хлотар I и на Арнегунда, дъщеря на Хлодомер II, крал на Вормс, и Арнегунда Саксонска и сестра на Ингунда, първата жена на Хлотар I. Полубрат е на Хариберт I, Гунтрам I, Сигиберт I и на Хлотсинд, която се омъжва за лангобардския крал Албоин. Преди се е смятало, че Хилперих е най-малкият син на Хлотар I, според новите проучвания той е вторият син, най-малък е Сигиберт.
След смъртта на баща му Хлотар I през 561 г. четиримата му сина го занасят за погребение в Соасон. Малко след това Хилперих присвоява тронското богатство и град Париж. Неговите полубратя се съюзяват и го изгонват от Париж. След това четиримата братя си поделят „легитимно“, по Меровингска традиция, Франкското кралство. Хилперих I получава частичното Кралство Соасон. Хилперих I не е доволен от своята част и скоро след това напада Австразия на Сигиберт I, но е прогонен.
През 567 г. умира брат му Хариберт I, който е бил получил частта на кралството със столица Париж. Понеже той нямал синове неговата територия се поделя между братята му. Хилперих получил бреговите територии между Сома и Лоара.
Хилперих се жени за Галсвинта, дъщеря на Атанагилд, крал на вестготите в Испания, и сестра на Брунхилда, съпругата на брат му Сигиберт I. Той убива Галсвинта и се жени за конкубината си Фредегунда. Това води до голяма омраза между Брунхилда и Хилперих.
Хилперих започва война против Сигиберт. През 575 г. Сигиберт окупира Париж, но още същата година е убит по поръчка на Фредегунда с отровени оръжия. Хилперих I изпраща Брунхилда и дъщерите ѝ Ингунда и Хлодосвинта от Париж в изгнание.
През 584 г. Хилперих е убит по време на връщането му от лов. Погребан е в църквата „Св. Винцент“ в Париж, както по-късно и Фредегунда след 13 години.
След смъртта на Хилперих I през 584 г. неговата съпруга Фредегунда намира при Гунтрам I в Париж закрила, за да осигури наследството на нейния няколко месечен син Хлотар II.

## За него
Хилперих е, в сравнение с други от меровингите, образован. Той дискутира и пише за тринитарианството. Пише дори стихове на латински. Едно от тези стихотворения, химн за Свети Медардус е запазено. Той въвежда четири нови букви в латинската азбука, напасвани към франксия език и заповядва навсякъде да се ползват в училищата.
В неговия дворец живее известно време поетът Венанций Фортунат, който като дворцов поет прославя владетеля.

## Фамилия
Хилперих се жени три пъти.
Първи брак: през 549/550 с Аудовера, тогава петнадесетгодишна. С нея има трима сина и две дъщери:
- Теудеберт (* 548/551; † 575, убит в битка против генерала на крал Сигиберт I)
- Меровех (* 551/552; † 577), женен след смъртта на Сигиберт I за вдовицата му Брунхилда; той се бунтува през 576 г. против баща си и следващата година е убит.
- Хлодвиг (Хлодовех, * 553; † 580), генерал при баща си Хилперих; след смъртта на братята си има конфликти с мащехата си Фредегунда; той е арестуван през 580 г. по заповед на Хилперих и предаден на Фредегунда, която го затваря в Noisy-le-Grand и още същата година заповядва неговото убийство.
- Базина (* 555 – 565), от 580/581 е монахиня в манастир Sainte-Croix към Поатие
- Хилдесинта (* 565). Базина влиза през 580/581 г. в манастира Sainte-Croix към Поатие.

Втори брак: Хилперих се разделя от Аудовера и се жени през 567 г. за Галсвинта, дъщеря на Атанагилд, крал на вестготите, която по негово нареждане е убита през 570 г. Този брак е бездетен.
Трети брак: със слугинята Фредегунда, която е от около 565 г. е негова конкубина. От нея той има петима сина, от които четири умират рано:
- Хлодоберт (* 565; † 580)
- Ригунта (* 570; † сл. 589); тя не успява през 584 г. да се омъжи за Рекаред I, син на западноготския крал Леовигилд. След смъртта на Хилперих през 589 г. се стига до тежки караници с бой между Фредегунда и Ригунта.
- Самсон (* 575; † 577)
- Дагоберт († 580)
- Теудерих (* 582; † 584).
- Хлотар II (* 584; † 629 – 630), наследник на Хилперих.